# Bristol Group

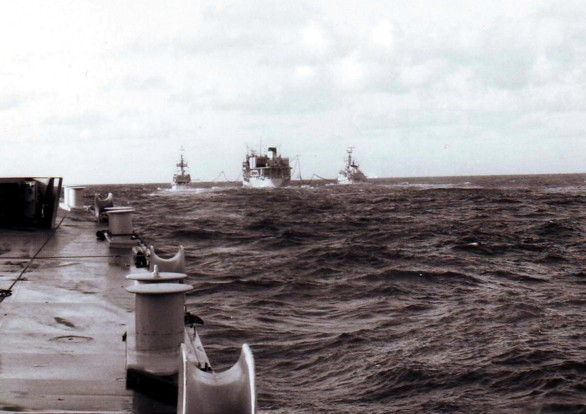
Olna suivant deux frigates en Mai 1982

Le Bristol Group était un groupe de navires de guerre britanniques qui ont été envoyés dans la « zone d'exclusion totale britannique » comme renforts à la fin de la guerre des Malouines. La majorité a quitté le Royaume-Uni le 10 mai 1982.

## Groupe naval
Le groupe naval était composé des :
Destroyers
- HMS Bristol (D23), Type 82
- HMS Cardiff (D108), Type 42 a rejoint le groupe en route après avoir commencé à Gibraltar.

Frégates
- HMS Active (F171), Type 21
- HMS Andromeda (F57), classe Leander
- HMS Avenger (F185), Type 21
- HMS Minerva (F45), classe Leander
- HMS Penelope (F127), classe Leander

Royal Fleet Auxiliary
- RFA Bayleaf (A109), pétrolier de soutien
- RFA Olna (A 123), pétrolier de la flotte [1],[2]

Le groupe a atteint le groupe naval en place vers le 26 mai.